# Lichess
Lichess (IPA: 'liː-tʃɛs/) je internetski šahovski poslužitelj. Svatko na njemu može igrati anonimno, premda igrači mogu registrirati svoju račun na tim stranicama da bi mogli igrati igre koje će biti rangirane. Sve osobine na poslužitelju su besplatne, zato što se stranice izdržavaju donacijama.